# Abbaye San Martino a Tifi
L'abbaye San Martino a Tifi (en italien abbazia di San Martino a Tifi)  est un édifice religieux qui se trouve à Tifi, frazione de la commune de Caprese Michelangelo, dans la province d'Arezzo.

## Histoire
L'édifice est une ancienne abbaye camaldule fondée par Saint Romuald, qui est mentionnée pour la première fois en 1057 sous le chapitre des saints Martin et Bartholomé in loco Tiphios. Patronnée par la suite par les comtes de Galbino, entre 1088 et 1105, l'abbaye a été progressivement enrichie de biens provenant de donations.
En 1439 avec la  bulle  du pape Eugène IV, elle est unie au monastère Santa Maria a Dicciano, puis supprimée en 1808 à la suite des ordonnances napoléoniennes.
L'église, un édifice à nef unique, est surtout connu pour avoir conservé le triptyque Madonna tra santi de Giuliano Amidei (1475), conservé actuellement au Musée Michel-Ange à Caprese.

## Sources
- (it) Cet article est partiellement ou en totalité issu de l’article de Wikipédia en italien intitulé « Abbazia di San Martino a Tifi » (voir la liste des auteurs).